# Jannik Johansen
Pour les articles homonymes, voir Johansen.
Jannik Johansen, né en 1965, est un réalisateur et scénariste danois.

## Biographie
Jannik Johansen commence à réaliser des films chez Per Holst Film à la fin des années 1980, puis réalise et monte des productions télévisuelles et des courtes fictions. Il écrit et réalise de nombreux courts métrages de fiction, dont la fiction Une mort tranquille, récompensée par le Fonds national des arts. 
Son premier long métrage et succès au box-office, Rembrandt (2003), est nommé aux Bodil Awards et aux Robert Awards et remporte le prix du meilleur ensemble d'acteurs pour les rôles principaux masculins au Festival du film noir de Courmayeur en Italie. Les films Mørke (titre international : Murk, 2005) et Hvid nat (da) (titre international : White Night, 2007) suivent.

## Filmographie partielle

### Au cinéma
- 2003 : Rembrandt

### À la télévision
- série Borgen saison 2
- série Ragnarök
- Série Dicte

## Récompenses et distinctions
- (en) Jannik Johansen: Awards, sur l'Internet Movie Database